# Алиман, Пётр Петрович
Пётр (Петер Генрих) Петрович Алиман (нем. Peter Heinrich Alimann; 9 [20] ноября 1795, Пернов, Лифляндская губерния — 16 [28] августа 1847, Николаев, Херсонская губерния, Российская империя) — врач Российской империи, доктор медицины Императорского Дерптского университета (1820), действительный статский советник.

## Биография
Пётр Петрович Алиман родился 9 (20) ноября 1795 года в городе Пернов (ныне Пярну, Эстония).
14 (26) августа 1816 года Алиман поступил на медицинский факультет Императорского Дерптского университета. Во время обучения был награжден серебряной и золотой медалями за сочинения об ампутациях и о воспалениях. По окончании обучения, в 1820 году Алиман представил в Дерптский университет диссертацию «De inflammatione» за которую был удостоен степени доктора медицины
После того около двух лет Алиман находился при А. Л. Нарышкине, сопровождая его в заграничном путешествии. 20 апреля (2 мая) 1822 года поступил на службу в морское ведомство и испросил себе назначение на фрегат «Крейсер» и в 1822—25 годах совершил кругосветное путешествие За вояж он был награжден орденом св. Владимира 4-й степени и двойным окладом жалованья
9 (21) января 1826 года Алиман был назначен главным доктором Свеаборгского морского госпиталя и медицинским инспектором порта. 24 августа (5 сентября) 1829 года был переведён на должность медицинского инспектора Архангельского порта, а с 30 июля (11 августа) 1831 стал и главным доктором Архангельского морского госпиталя. 3 (15) октября 1832 года Алиман был назначен главным доктором Кронштадского морского госпиталя и медицинским инспектором порта. 1 (13) августа 1837 года стал почётным членом Медицинского Совета.
В 1838 году Алиман был назначен главным доктором черноморского флота и портов, на этой должности он оставался до своей смерти. 13 (25) сентября 1845 года доктор Алиман получил чин действительного статского советника.
Пётр Петрович Алиман умер 16 (28) августа 1847 года в городе Николаеве,.
В честь П. П. Алимана назван мыс Алимана [Намсогак] (Японское море, полуостров Корея, 39°19′ с.ш., 127°31′ в.д., мыс нанесён на карту в 1854 году экипажем фрегата «Паллада» и тогда же назван по фамилии П. П. Алимана, судового врача фрегата «Крейсер» в 1822—1825 гг.).

## Труды
- De inflammatione :  [лат.]. — Дерпт, 1820. — (Диссертация на степень доктора медицины).

## Награды
- Орден Святого Владимира 4-й степени (1825)
- Орден Святой Анны 3-й степени (1829)
- Орден Святого Станислава 2-й степени (1835)
- Орден Святой Анны 2-й степени (1838)